# Escolinha
No contexto dos programas de humor no Brasil, o formato escolinha faz referência a um grupo de programas cujas cenas de humor se passam no interior de uma sala de aula, na qual um professor interage com seus alunos. Embora muito popular na televisão, o formato se iniciou nas rádios com um programa chamado Escolinha da Dona Olinda, ainda na década de 1930, com o humorista Nhô Totico (1903-1996), que criou e interpretava todos os personagens e atuava quase sempre na base do improviso.

## Rádio
| Ano     | Título                                 | Emissora            |
| ------- | -------------------------------------- | ------------------- |
| 1935–42 | Escolinha da Dona Olinda               | Rádio Record        |
| 1940–42 | Escolinha Risonha e Franca             | Rádio Tupi          |
| 1942–56 | Escolinha Risonha e Franca             | Rádio Record        |
| 1952–57 | Escolinha do Professor Raimundo Nonato | Rádio Mayrink Veiga |

## Televisão
| Ano       | Título                               | Emissora     | Notas                                 |
| --------- | ------------------------------------ | ------------ | ------------------------------------- |
| 1957–65   | Escolinha de Morte                   | RecordTV     |                                       |
| 1957–60   | Escolinha da Juju                    | TV Rio       |                                       |
| 1957–65   | Escolinha do Professor Raimundo      | TV Rio       | Quadro do programa Noites Cariocas    |
| 1966–70   | Escolinha do Professor Raimundo      | TV Excelsior |                                       |
| 1970–73   | Escolinha do Professor Raimundo      | Rede Tupi    |                                       |
| 1973–80   | Escolinha do Professor Raimundo      | Rede Globo   | Quadro do programa Chico City         |
| 1982–90   | Escolinha do Professor Raimundo      | Rede Globo   | Quadro do programa Chico Anysio Show  |
| 1990–95   | Escolinha do Professor Raimundo      | Rede Globo   |                                       |
| 2001      | Escolinha do Professor Raimundo      | Rede Globo   | Quadro do Zorra Total                 |
| 1958–60   | Escola para Adultos                  | TV Rio       | Quadro do programa Super Show         |
| 1961      | Escolinha de Grupo                   | TV Paulista  |                                       |
| 1960–65   | Escolinha do Burraldo                | RecordTV     |                                       |
| 1967–71   | Escolinha do Golias                  | RecordTV     | Quadro do programa É uma Graça, Mora! |
| 1990–97   | Escolinha do Golias                  | SBT          |                                       |
| 1997–05   | Escolinha do Golias                  | SBT          | Quadro do programa A Praça É Nossa    |
| 1999–01   | Escolinha do Barulho                 | RecordTV     |                                       |
| 1999 - 00 | Escolinha do Professor Raimundo      | Rede Globo   | Quadro do programa Zorra Total        |
| 2006–07   | Escolinha do Leão                    | Band         | Quadro do programa Boa Noite Brasil   |
| 2008–10   | Uma Escolinha muito Louca            | Band         |                                       |
| 2011      | Escolinha do Ratinho                 | SBT          | Quadro do Programa do Ratinho         |
| 2011–13   | Escolinha do Gugu                    | RecordTV     | Quadro do Programa do Gugu            |
| 2015–20   | Nova Escolinha do Professor Raimundo | Canal Viva   |                                       |

## Sátiras
- Os Trapalhões - "Escola da S.U.A.T." (década de 1970) e a "Escola do Quartel" (década de 1990)
- Pânico na Band - "Escolinha do Professor Moribundo" / "Escolinha do Professor Feliciano" / "Scolari do Professor Felipão" (sátiras do formato de Chico Anysio)
- Rocka Rolla - "Escolinha do Rock" (no ar em uma edição, no dia do rock, em uma programação especial da MTV Brasil)
- Zorra Total - "Escolinha da Bandida"
- Programa do Ratinho - "Escolinha do Ratinho" (Foi lançada em 2011 dentro do Programa do Ratinho, os personagens foram interpretados pelos atores do programa "A Praça É Nossa")
- Comédia MTV - "Escolinha do Chico Anysio" (Foi ao ar em 29 de março de 2012, em homenagem a Chico Anysio, os personagens foram interpretados pelos atores Dani Calabresa, Marcelo Adnet, Paulinho Serra e Tatá Werneck.)
- The Noite com Danilo Gentili - "Escolinha do Professor Pauzudo" (Lançada em abril de 2017. O professor é interpretado pelo ator Kid Bengala.)[4]
- Tá no Ar: a TV na TV - "Escolinha bíblica"